# Ісаак Ізраелі
Ісаа́к Ізрае́лі (Isaac Israeli, *850 — †950) — знаменитий лікар та фундатор медичної школи. Його праці використовувались пізніше як підручники в ранніх європейських університетах. Головна праця: Kitab al Istiksat (арабською), чи Sefer Hayesodoth гебрейською та De Elementis латиною.

Omnia opera